# عصور الأدب العربي
يتفق العديد من الباحثين والمؤرخين المهتمين بالأدب العربي على تقسيم التاريخ إلى خمسة عصور أساسية.

## العصور الخمسة

### العصر الجاهلي
عصر الجاهلية أو ما قبل الإسلام، هو العصر الذي يمتد قبل بعثة النبي محمد وحتى بعثته. من أشهر الشعراء في ذلك العصر امرؤ القيس، عنترة بن شداد العبسي، لبيد بن ربيعة وغيرهم.

### العصر الاسلامي
العصر الإسلامي، ويمتد من بعثة النبي محمد وحتى سقوط الدولة الأموية سنة 132 هـ‍/ 750 م، وهذا العصر هو عصر ظهور الدولة العربية واكتملت فيه الفتوح الإسلامية. ومن المؤرخين من يقسم هذا العصر قسمين، الأول المسمى بعصر صدر الإسلام ويمتد من بعثة النبي محمد إلى نهاية عصر الخلفاء الراشدين سنة 40 هـ، ومن أشهر الشعراء في ذلك العصر حسان بن ثابت وكعب بن زهير.، والثاني وهو العصر الأموي ويبدأ من نهاية عصر الخلفاء الراشدين حتى سقوط الدولة الأموية سنة 132هـ على يد أبو مسلم الخرساني. من أشهر الشعراء في ذلك العصر الفرزدق، جرير، الأخطل.

### العصر العباسي
عصر العباسيين أو العصر العباسي ، ويستمر إلى سقوط بغداد فى يد التتار سنة 656 هـ‍/1285م. ويقسم بعض المؤرخين هذا العصر قسمين: العصر العباسي الأول ويمتد نحو مائة عام، والعصر العباسي الثاني وهو بقية العصر. ومن المؤرخين من يقسمه ثلاثة أقسام، يبقي فيها على القسم الأول بنفس الاسم، أما العصر العباسي الثاني فيقف به عند سنة 334هـ‍/ 945م وهى السنة التي استولى فيها بنو بويه على بغداد وأصبحت الخلافة العباسية منذ تاريخها اسمية فقط، ويمتد العصر العباسي الثالث إلى استيلاء التتار على بغداد. وقد يقسم بعض المؤرخين هذا العصر العباسى الثالث قسمين، فيقف بالقسم الأول عند دخول السلاجقة بغداد سنة 447 هـ‍/1055م ويستقل القسم الثاني أو العصر العباسي الرابع ببقية العصر.
من أشهر الشعراء في هذا العصرأبو الطيب المتنبي.

### العصر الدول
عصر الدول والإمارات، ويبدأ باستيلاء التتار على بغداد ويستمر إلى نزول الحملة الفرنسية بمصر سنة 1213هـ‍ /1798م. من أشهر الشعراء في هذا العصر الصاحب شرف الدين، الشاب الظريف.

### العصر الحديث والمعاصر
العصر الحديث من نهاية العصر الرابع حتى اليوم. من أشهر الشعراء في هذا العصرأحمد شوقي، أبو القاسم الشابي، جبران خليل جبران، محمود درويش.